# Campeonato Europeo de Hockey sobre Hierba Masculino de 2015
El XV Campeonato Europeo de Hockey sobre Hierba Masculino se celebró en Londres (Reino Unido) entre el 21 y el 29 de agosto de 2015 bajo la denominación EuroHockey Masculino 2015. El evento fue organizado por la Federación Europea de Hockey sobre Hierba (EHF) y la Federación Británica de Hockey sobre Hierba. Paralelamente se celebró el XII Campeonato Europeo de Hockey sobre Hierba Femenino. Los partidos se realizaron en el Centro de Hockey Lee Valley del Parque Olímpico Reina Isabel de la capital británica.
Un total de ocho selecciones nacionales afiliadas a la EHF compitieron por el título de campeón europeo, cuyo anterior portador era el equipo de Alemania, vencedor del EuroHockey 2013. 
La selección de los Países Bajos se adjudicó la medalla de oro al derrotar en la final al equipo de Alemania con un marcador de 6-1. En el partido por el tercer puesto el conjunto de Irlanda venció al equipo anfitrión.

## Grupos
| Grupo A      | Grupo B  |
| ------------ | -------- |
| Países Bajos | Alemania |
| Inglaterra   | Bélgica  |
| España       | Irlanda  |
| Rusia        | Francia  |

## Fase preliminar
- Todos los partidos en la hora local de Londres (UTC+1).

### Grupo A
| Equipo       | J | G | E | P | GF | GC | DG  | PTS |
| ------------ | - | - | - | - | -- | -- | --- | --- |
| Países Bajos | 3 | 3 | 0 | 0 | 12 | 0  | +12 | 9   |
| Inglaterra   | 3 | 2 | 0 | 1 | 14 | 3  | +11 | 6   |
| España       | 3 | 1 | 0 | 2 | 9  | 6  | +3  | 3   |
| Rusia        | 3 | 0 | 0 | 3 | 1  | 27 | -26 | 0   |

- Resultados

| Fecha | Hora  | Partido      | Partido | Partido      | Resultado |
| ----- | ----- | ------------ | ------- | ------------ | --------- |
| 21.08 | 17:45 | Países Bajos | -       | España       | 2-0       |
| 21.08 | 20:00 | Inglaterra   | -       | Rusia        | 10-1      |
| 23.08 | 08:30 | España       | -       | Rusia        | 9-0       |
| 23.08 | 18:15 | Países Bajos | -       | Inglaterra   | 2-0       |
| 25.08 | 17:15 | Rusia        | -       | Países Bajos | 0-8       |
| 25.08 | 19:30 | Inglaterra   | -       | España       | 4-0       |

### Grupo B
| Equipo   | J | G | E | P | GF | GC | DG  | PTS |
| -------- | - | - | - | - | -- | -- | --- | --- |
| Alemania | 3 | 3 | 0 | 0 | 13 | 2  | +11 | 9   |
| Irlanda  | 3 | 1 | 1 | 1 | 6  | 7  | -1  | 4   |
| Bélgica  | 3 | 1 | 1 | 1 | 6  | 9  | -3  | 4   |
| Francia  | 3 | 0 | 0 | 3 | 8  | 15 | -7  | 0   |

- Resultados

| Fecha | Hora  | Partido  | Partido | Partido  | Resultado |
| ----- | ----- | -------- | ------- | -------- | --------- |
| 22.08 | 08:30 | Irlanda  | -       | Francia  | 4-3       |
| 22.08 | 16:00 | Alemania | -       | Bélgica  | 4-0       |
| 23.08 | 16:00 | Francia  | -       | Bélgica  | 3-4       |
| 23.08 | 20:30 | Irlanda  | -       | Alemania | 0-2       |
| 25.08 | 11:00 | Alemania | -       | Francia  | 7-2       |
| 25.08 | 13:15 | Bélgica  | -       | Irlanda  | 2-2       |

## Fase final

### Semifinales
| Fecha | Hora  | Partido      | Partido | Partido    | Resultado        |
| ----- | ----- | ------------ | ------- | ---------- | ---------------- |
| 27.08 | 13:15 | Países Bajos | -       | Irlanda    | 1-0              |
| 27.08 | 19:30 | Alemania     | -       | Inglaterra | 3-2 –pen.– (2-2) |

### Tercer lugar
| Fecha | Hora  | Partido | Partido | Partido    | Resultado |
| ----- | ----- | ------- | ------- | ---------- | --------- |
| 29.08 | 14:00 | Irlanda | -       | Inglaterra | 4-2       |

### Final
| Fecha | Hora  | Partido      | Partido | Partido  | Resultado |
| ----- | ----- | ------------ | ------- | -------- | --------- |
| 29.08 | 16:30 | Países Bajos | -       | Alemania | 6-1       |

## Medallero
| Países Bajos | Alemania | Irlanda |
| Seve van Ass Sander Baart Billy Bakker Pirmin Blaak Thierry Brinkman Jeroen Hertzberger Rogier Hofman Robert van der Horst Constantijn Jonker Robbert Kempermann Mirco Pruijser Glenn Schuurmann Jaap Stockmann Hidde Turkstra Valentin Verga Bob de Voogd Mink van der Weerden Sander de Wijn | Linus Butt Oskar Deecke Florian Fuchs Benedikt Fürk Moritz Fürste Mats Grambusch Martin Häner Tobias Hauke Nicolas Jacobi Marco Miltkau Mathias Müller Christopher Rühr Andreas Späck Constantin Staib Niklas Wellen Christopher Wesley Lukas Windfeder Martin Zwicker | Matthew Bell Jonathan Bruton Christopher Cargo Peter Caruth Michael Darling David Fitzgerald Paul Gleghorne Kyle Good Ronan Gormley Conor Harte David Harte John Jackson Eugene Magee Shane O'Donoghue Michael Robson Kirk Shimmins Alan Sothern Michael Watt |
| Max Caldas (seleccionador) | Markus Weise (seleccionador) | Craig Fulton (seleccionador) |

Fuente: 

## Estadísticas

### Clasificación general
| 1. Países Bajos |
| 2. Alemania     |
| 3. Irlanda      |
| 4. Inglaterra   |
| 5. Bélgica      |
| 6. España       |
| 7. Francia      |
| 8. Rusia        |

### Máximos goleadores
| Núm. | Jugador              | País         | Goles |
| ---- | -------------------- | ------------ | ----- |
| 1    | Tom Boon             | Bélgica      | 10    |
| 2    | Victor Charlet       | Francia      | 6     |
| 3    | Jeroen Hertzberger   | Países Bajos | 5     |
| 3    | Pau Quemada          | España       | 5     |
| 3    | Mink van der Weerden | Países Bajos | 5     |

Fuente: 